# 环颈鸭

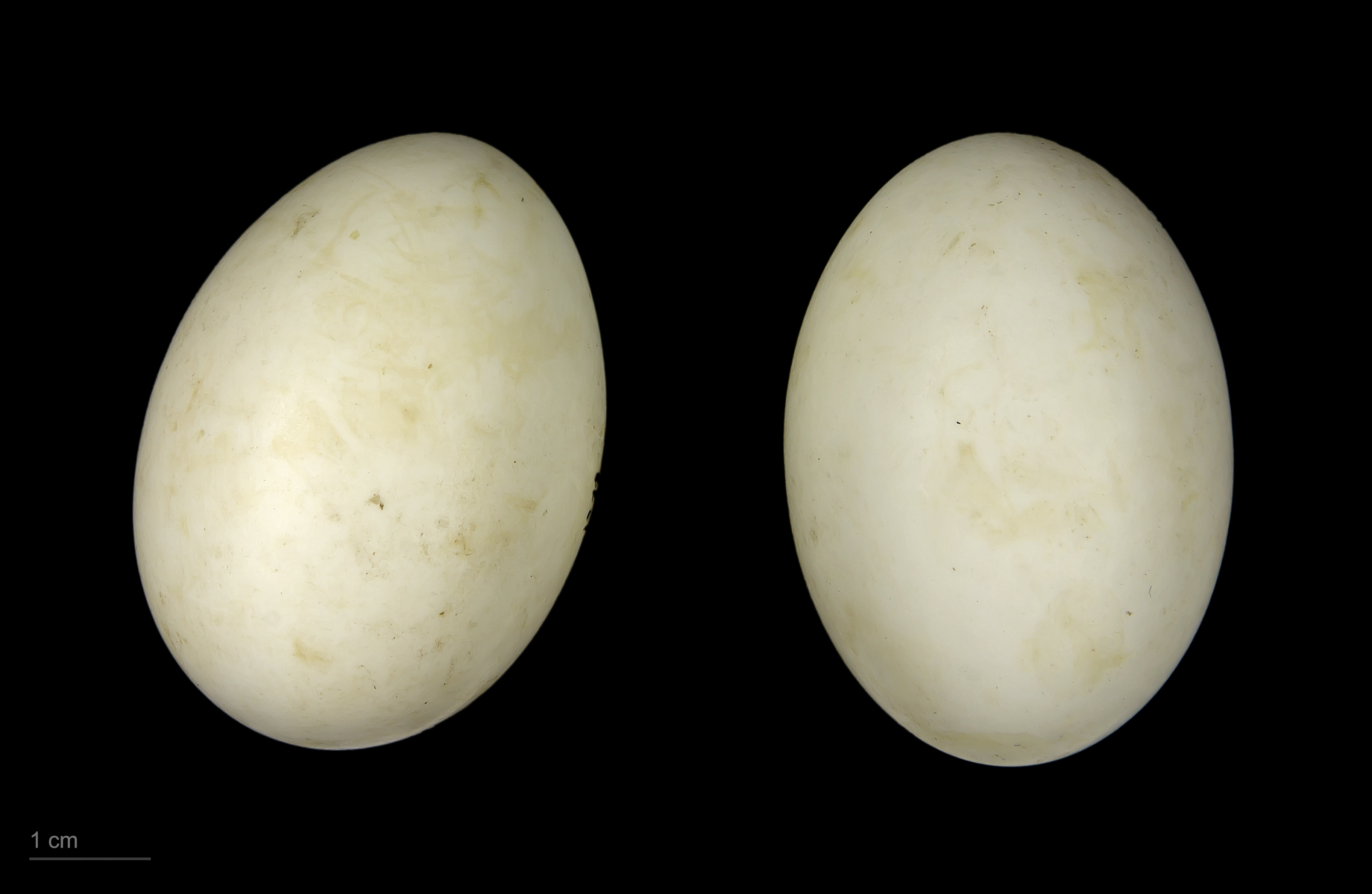
卵

环颈鸭（学名：Callonetta leucophrys）是鸭科环颈鸭属（Callonetta）的唯一一种生物，分布于南美洲，和棕林鸭有较近的亲缘关系。
它是一种小型鸭，体长14—15英寸（36—38），翼展约28英寸（71），重11—12盎司（310—340克），生活在植被茂密的低地水域。